# チチヤス

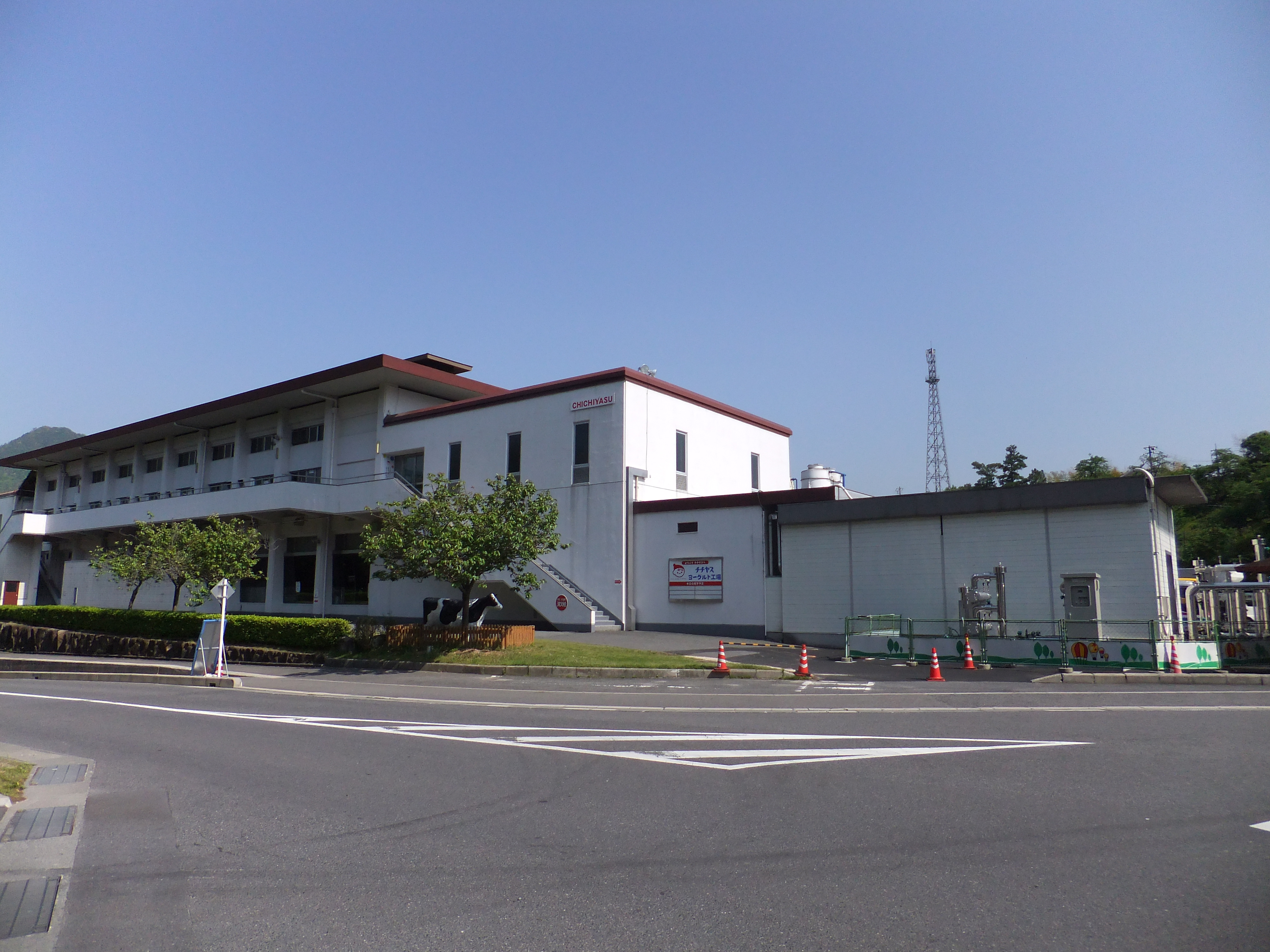
本社工場

チチヤス株式会社（英: CHICHIYASU Co., Ltd.）は、広島県廿日市市に本社を置く牛乳ならびに乳製品の製造販売をおこなう企業である。2011年より伊藤園の完全子会社。
1917年（大正6年）に日本で初めて「ヨーグルト」を販売した企業として知られる。中小乳業メーカーとしては最古の創業と言われ、学校でのミルク給食の先駆けともいわれている。

## 歴史

### 創業の頃
1886年（明治19年）6月1日、創業者・野村保が広島県広島市広瀬町（現・同市中区）に牧場を作り、広島合資ミルク会社（以下、広島ミルク会社）として設立した。明治19年は東京電燈など企業勃興の年として知られる。野村は将来を嘱望された判事だったが、あっさりその身分を捨てまだ企業として成り立つかどうか分からない酪農を始めた。野村は熱心な安芸門徒で「釈迦の教えは、要約すれば慈悲に尽きる。病人や不幸にして母乳に恵まれない乳児のため、乳母の役を果たす搾乳業こそ、釈迦の教えを実践すること」と考えた。当時は牛肉を食べ、牛乳を飲むことがまだ野蛮とされ、「気色悪い」と見られていた。野村の本当の目的は郷土広島で全財産を投じて育英資金とし、私立小学校光道館を設立ことと、慈善事業を興すことで、広島ミルク会社の設立はその運営資金を得るためだった。本来は浄土真宗本願寺派の布教団体「闡教部」が運営する学校運営団体「光道館」の活動資金の調達を目的とする会社であったが、光道館の経営が軌道に乗ったため1892年には闡教部の系列から離れ、野村亀助・保兄弟の単独経営に移行した。

### 明治期
牛乳を飲む習慣が当時の日本人にはまだなく、苦難の道が続く。1894年（明治27年）日清戦争が勃発。広島大本営の設置が決まり、同年9月13日、明治天皇が広島入りした。当時の広島は上下水道もなく、市民は本川（旧太田川）の水を汲み上げて飲料水にしていた。関係者は天皇の飲料水に困った。たまたま広島には牛乳があることを言上すると、進取の気性に富まれた明治天皇は直ちに採用、牛乳をご愛飲になった。「天皇サマがお飲みになった」とすぐに街中の評判となり、広島市民は、われもわれもと牛乳を飲むようになった。また広島陸軍病院にも納入され、傷病兵の治癒に役立った。これを契機に牛乳の需要が次第に増えていき、広島ミルク会社の経営も軌道に乗った。アイデアマンだった野村は特製の牛乳配達用馬車を作った。これは野村鉄馬車と称し、馬車に蒸気汽罐を積み、白衣を着て客の前で消毒の実演をしながら配達し、販売した。客が飲み終わって持参した空のガラス瓶を、直ちに蒸気で消毒し、かつ牛乳瓶を直接手渡しせず、鉗子で渡した。細菌感染に周到な注意を払っていることを実演で示した。これは明治30年代で、当時このような配達方法は他になかった。

### 社名の由来
1904年（明治37年）、2代目の野村清次郎が、仏縁により会社を設立した因縁を思い、乳母の役をする牛乳の「チチ」と、父の名前の「保」を読み換えた「ヤス」を合わせ、「チチヤス」と命名し、「チチヤス」の初代社長になった。創業者・野村保が会長になり、次男・顕が搾乳・牧畜担当、四男・観と五男・真一が販売を担当する同族経営だった。

### 廿日市移転後
同年、新天地を求め、現在の廿日市市対厳山に移転。40ヘクタールの山林を開墾し、ここに壮大な果樹園（清果園）と牧場を創った。果樹園には、桃、梅、柑橘などを栽培し、飼料と肥料の自給を図り、多角経営に乗り出した。また果樹園を訪れる人たちに牛乳をふるまい、普及を図るアイデアだった。果樹園はチチヤスハイパークの前身で、梅や桃、桜の花見は、広島地方の名所の一つになり、花見の宴が催された。
ヨーグルト作りに熱中したのは五男・真一だった。真一は社内会議で「牛を飼い、牛乳を搾っているのなら、ヨーグルトも自家製で作れるはずでないか。ヨーロッパのブルガリヤ地方では、昔からヨーグルトが不老長寿の食品として珍重されているそうだ。お釈迦さまだって醍醐は最上なりと説いておられる。ヨーグルトは、これまで自然発酵で作られていたが最近はブルガリヤ菌という乳酸菌を使って、人工的に培養されているという。これをわが社でなんとしても作りたい」と訴えた。当時は今日ほど細菌学が進んではいなかったが、研究を進めるうち、下痢や便秘、吹出物の予防効果が大きいことが分かってきた。真一はさっそく行動に移し、1914年（大正3年）韓国釜山に渡り、岩南洞牛疫血清製造所の乳酸菌の権威・蠣原博士を訪ねた。ここで約一年、ヨーグルト研究に没頭した。ブルガリヤ乳酸菌の純粋培養実験に骨身を削ったが、設備も整わず、知識も幼稚な時代でもあり、思うようには作れなかった。ヨーグルト最大の敵は雑菌で、少量でも混入すると繁殖し、本来の目的とはまるで反対の有害な食品となってしまう。試行錯誤の末、ようやく初期の製品を作れるまでになった。本社に戻り研究を重ね、販売に踏み切ったのが1915年（大正4年）、日本人の手で、初めて日本製のヨーグルトが誕生した。「帝国無二のヨーグルト」「衛生界の大勝利」と銘打ったCM用パンフレットを作成し、大々的に売り出した。一瓶の定価は大が8銭、小が5銭。牛乳は一合二勺瓶が5銭5厘だった。ガラス瓶に入った第一号製品は、19銭で販売される高級品だった（当時、米1升が50銭前後）。そのため、病気がある人向けに販売されていたとする文献もある。狙いはよかったが、時期が早すぎで売れ行きはいま一歩だった。ヨーグルトの普及には長い年月を要したが、父に似てアイデアマンの真一はPRの必要性を感じて、1919年（大正8年）から自らサイドカー付きオートバイに跨り、牛乳とヨーグルトの配達を始めた。広島では物を運ぶのは馬車か荷車の時代で、これには市民もビックリ仰天した。白衣を着て爆音を響かせて牛乳配達。1923年（大正12年）11月10日、広島西練兵場（現在の広島県庁一帯）で、自動車、サイドカー、オートバイ、自転車を含んだレースの全国大会が開かれた。観・真一兄弟もサイドカーで参加し、悠々と他を引き離して優勝。翌1924年（大正13年）、真一はレース中にサイドカーから投げ出されて死亡した、と新聞が報道した。実際は重傷を負ったが、これらの逸話をNHKの木曜ファミリーが後に取り上げ、真一を"カミナリ族第一号"と紹介した。
昭和初頭に当時は高価だった学校給食に、栄養価が高い牛乳を飲んでもらおうと、試験的な試みを行ったことから、学校ミルク給食の先駆けとされる。
牛乳は1937年（昭和12年）の取締規則で、特別牛乳、全乳、乳製品の三種に分類されたが、チチヤスは最高品質を表す特別牛乳の許可第一号を受けた。
太平洋戦争中は、当地に司令部を置いた陸軍船舶司令部（暁部隊）が牧場を管理し、一部を畑にするなど生産できない状況が続いた。それでも細々と生産を続け、1945年8月6日（広島原爆の日）には真一は牛乳を自動車に積み、広島市内の配給所へ届ける準備をしていた。爆心地からは廿日市は離れているが、この世のものとは思えぬ閃光を見る。広島市内に入ると、井口港付近から火傷を負った人がふらりふらりと歩いて来て、「水をくれ、水をくれ」と呻くため、積んでいた牛乳を全部渡した。真一は5回往復し、在庫の牛乳は尽きた。釈尊が悟りを開く前、山を降りて乙女の捧げた牛乳を飲んで元気を取り戻したことを思い出し、「元気になって下さい」と心から祈りながら牛乳を配り、チチヤス創業の精神が実践できたことに、無上の喜びを覚えた。

### 戦後
1945年（終戦の年）11月に初代社長・保が死去し、二代目社長として清次郎が就任。3人の叔父は後見人となり、新たに野村義雄が開発担当常務になった。義雄はシベリア抑留時代に大陸でヨーグルトに何度も助けられ、その効能を身を以て体験しているだけに、帰国後はヨーグルトの虜になり、研究に没頭し、真一の後継者になった。研究室を拡充し、広島大学の指導を受け、1915年以来の研究の蓄積を再検討した。義雄は「日本人の体質や好みにもっとも合ったヨーグルトの開発が必要なのでは」と感じた。世界に2億種あるといわれる乳酸菌を片っ端から収集し、最良の菌を選び出すという気の遠くなるような作業を続ける。ブルガリヤ菌は、ヨーグルト作りに適していたが、においが強く、舌を刺す感じがあった。戦後の研究開始から理想の菌の培養に成功したのは20年後のこと。純国産のこの菌にチチヤス菌と命名した。当時の取締役販売本部長・野村尊敬は「瀬戸内の新鮮な魚、肉、野菜に鍛えられ、磨き抜かれた舌先の感覚によって、日本人に最もふさわしいヨーグルトが捉えられた」と豪語した。
チチヤスヨーグルトは、その後、紙容器、プラスチック容器の開発によって売り上げを伸ばし、またスーパーマーケットの登場がこれに拍車をかけた。1974年（昭和49年）に大阪で本格的に売上げを伸ばした。広島の味を全国でも同じにしなければならないと、日本で初めて冷蔵運送車を開発した。
1980年代までは、ヨーグルト自体の人気がそこまででなく、地方の企業ながら、ヨーグルト業界のトップを走った。ダイエーやCGCチェーンと提携し、西友ストアや、東急ストア、イトーヨーカ堂、ジャスコなどの大手量販店にも商品を流通し、北海道と北陸を除く全国に展開した。当時、ヨーグルトの専門工場を持つ企業はチチヤスだけだった。「チチヤスの歴史は、わが国乳業の歴史であり、ヨーグルトの歴史」と豪語した。

### 事業の拡大と失敗
旧社時代の1964年（昭和39年）に遊園地やプールを備えるチチヤスハイパークを開設したほか、鷹の巣ゴルフクラブや芸北国際スキー場の運営を始めるなど、乳製品事業と並行して、レジャー事業も積極的に行っていた。しかし、2005年（平成17年）までにレジャー事業の不振により220億円の負債を抱え、財務体質が悪化する結果となった。これを受けて、投資ファンドであるクレセント・パートナーズから出資を受け、不振のレジャー事業を本業から切り離して事業再生することとなる。チチヤス乳業株式会社が会社分割を行い、本業である乳業事業を承継するための新会社・チチヤス株式会社を設立。2010年（平成22年）の株式上場を目指し、事業再生を行うこととなった。
2008年（平成20年）5月31日に行われた株主総会で「クレセント・パートナーズ」の親ファンドに当たる「ジェイ・ウィル・パートナーズ」から派遣された社長に交代。
2008年（平成20年）には、創業日の6月1日が同社キャラクターの名前にちなみ日本記念日協会から「チー坊の日」に登録された。
2011年（平成23年）4月25日に、1ヶ月後の5月25日にジェイ・ウィル・パートナーズが保有する全株式を伊藤園が買い取り、伊藤園の完全子会社となることが、伊藤園から発表された。
伊藤園との協業第一弾として、乳酸菌飲料『朝のYoo（ヨー）』が伊藤園より2011年11月より販売されている。

## チチヤスハイパーク
チチヤスハイパークは、チチヤスがかつて保有していたレジャー施設。屋外型プールやゴルフ練習場などを有していたが中国新聞社へ譲渡され、「ちゅーピーパーク」に改称し運営されている。

## 沿革
※ 沿革｜チチヤス株式会社（外部サイト）

### 旧会社
- 1886年（明治19年）6月 - 広瀬村（現広島県広島市中区広瀬町）に牧場を開き、「広島合資ミルク会社」として創業。
- 1917年（大正6年） - 独自の器具の開発と、ヨーグルト菌の探求の結果、日本で初めて「ヨーグルト」を発売[7]。
- 1930年（昭和5年）7月 - 「株式会社チチヤス」として設立。
- 1937年（昭和12年） - 日本で初めて「特別牛乳」の製造許可を受ける。
- 1954年（昭和29年） - チチヤスヨーグルト再発売。
- 1959年（昭和34年）4月 - 牛乳事業を（旧）「チチヤス乳業株式会社」を資本金500万円で設立して分離。
- 1964年（昭和39年） - 「チチヤスハイパーク」開園。以降、乳製品事業と並行してレジャー事業も積極的に行う。
- 1966年（昭和41年） - 厚生省指導のもと、国内初のヨーグルト用プラスチックの例外容器使用許可を受ける(第657号)。
- 1972年（昭和47年） - 「芸北国際スキー場」オープン。
- 1993年（平成5年）8月 - 「鷹の巣ゴルフクラブ」オープン。
- 2002年（平成14年）1月 - 「チチヤス乳業株式会社」と「株式会社チチヤスが（旧）」が合併し、新「チチヤス乳業株式会社」設立。
- 2003年（平成15年）11月 - 「芸北国際スキー場」を他社に譲渡。
- 2005年（平成17年）
  - 10月　クレセント・パートナーズから出資を受けることで基本合意[14]。
  - 12月1日 - チチヤス乳業株式会社が会社分割を行い、乳製品事業を株式会社ジェイ・ビー・ケイ（現・チチヤス株式会社）に承継させる。チチヤス乳業株式会社は「サンタ実業株式会社」に商号変更し、整理清算業務に専念する[14]。
- 2006年（平成18年）
  - 7月31日 - サンタ実業が株主総会で解散を決議し、清算会社に移行。同時に、本店所在地を川崎市川崎区京町に移す[14]。
  - 8月 - 「鷹の巣ゴルフクラブ」を他社に譲渡。
  - 9月21日 - 横浜地方裁判所川崎支部が、サンタ実業の特別清算開始を決定[14]。

### 現会社
- 2005年（平成17年）
  - 9月28日 - 株式会社ジェイ・ビー・ケイ設立[14]。
  - 12月1日 - チチヤス乳業株式会社の会社分割により、株式会社ジェイ・ビー・ケイが乳製品事業を承継して、「チチヤス株式会社」に商号変更。
- 2008年（平成20年）5月31日 - 社長が、親ファンド「ジェイ・ウィル・パートナーズ」から派遣された人物に交代[11]。
- 2011年（平成23年）
  - 4月25日 - 伊藤園が、チチヤス株式会社の全株式を取得し完全子会社化することを発表[15]。
  - 5月25日 - 全株式がジェイ・ウィル・パートナーズから伊藤園に譲渡され、同社の完全子会社になる。
- 2015年（平成27年）
  - 関東のみ埼玉で製造委託開始。
- 2016年（平成28年） - 関東に協力工場を新設。
- 2017年（平成29年）4月 - ヨーグルト発売100年を記念し、広島市西区の商業施設LECTにアンテナショップ「CHICHI YASU」をオープン[16]。
- 2024年（令和6年） - ISO22000（食品安全マネジメントシステム）の認証を取得。

## 事業所
- 本社

広島県廿日市市大野337番地4
- 支店

東京（東京都大田区）、名古屋（愛知県名古屋市）、大阪（大阪府豊中市）、岡山（岡山県倉敷市）、広島（広島県廿日市市）、九州（福岡県福岡市）
- 受注センター

関東（神奈川県厚木市）

## 主な製品

### ヨーグルト
- クラシックヨーグルト
- チ丶ヤスヨーグルト
- チチヤス低糖ヨーグルト

### 牛乳
- チチヤス牛乳
- 三瓶高原牛乳
- 広島のおいしい牛乳

### デザート
- チチヤスプリン
- チチヤスコーヒーゼリー

### ジュース
- チチヤスアップル100
- チチヤスオレンジ100

### 炭酸飲料
- さわやかソーダ

### コーヒー飲料
- すっきりミルクコーヒー（コーヒー入り清涼飲料）
- ちょっとすっきりミルクコーヒー（コーヒー入り清涼飲料）
- ちょっとビターなミルクコーヒー（コーヒー飲料）

## キャラクター
キャラクターであるチーちゃん（チー坊）の姿は、時代と共にかなりの変化をとげている。

## テレビ放映
- 朝日放送製作の探偵!ナイトスクープで、漫画家の西炯子から「阪神高速・空港線（池田線）沿い（利倉東1丁目）のビル屋上にある、チチヤスヨーグルトの容器を模った大看板のふたの部分に「製造年月日」は記されているかどうかを調査してほしい」という依頼があり、探偵の桂小枝が実際に大看板に登ったところ、看板は容器の側面のみ再現したものであり、ふたと底が取り付けられなかったため、製造年月日は記載されていないことがわかった。そのため番組では製造年月日を記したふたを作り、大看板の中心部に上から貼り付けることになった。[17]
  - 現在ではその看板は撤去されており、看板の設置されていたビル内にあった同社の関西支店はその後、約1km北の原田元町2丁目に移転した。
- 『西部警察 PART-II』（テレビ朝日系）の「日本全国縦断ロケ」広島編では2話に渡って登場している。
  - 第18話「広島市街パニック!!」（1982年（昭和57年）10月17日放送）では、漫才師のB&Bがこの回にゲストとして出演。役柄は島田洋七がもみじまんじゅうの「にしき堂」の、島田洋八はチチヤスの従業員という設定だった。シーンは短いが撮影当時と今もほとんど変わらない同社のヨーグルト工場も映る。また、旧広島空港でレギュラー出演者の三浦友和・舘ひろしがチチヤスヨーグルトを食べるシーンがある。
  - 第19話「燃えろ!!南十字星」（1982年（昭和57年）10月24日放送）では、チチヤスハイパーク内で犯人側と警察のカーチェイスの撮影が行われた。ゴーカートに乗っている一般客がいきなりやってきた自動車に驚き逃げる、警察の車が追跡の果てにプールに飛び込んでしまうなど、同作のカーチェイスとしては珍しいコミカルな演出となっている。

## エピソード
- 日清戦争時、広島へ大本営が移されたのをきっかけに、明治天皇に牛乳を提供して以後、現在まで皇族らが広島を訪れた際には愛飲しているという。
- トップバリュのヨーグルトの委託生産を行っていた。
- ダイドードリンコからチチヤスヨーグルトテイスト乳性ウォーターというコラボレーションドリンクが発売されていた。
- aikoがチー坊を気に入っており、広島のライブ会場では自作のチー坊Tシャツが多々観られる。
- ニンテンドー ゲームキューブ専用ソフト「ピクミン2」では、スペシャルサンクスとして作中に出てくるお宝に協力した。
- 1999年の全日本自転車競技選手権大会トラックレースの男子マディソン部門に、実業団チームとして参加したチチヤス乳業チームが金メダルを獲得している。